# Cantó de Creil-Nogent-sur-Oise
El cantó de Creil-Nogent-sur-Oise és una divisió administrativa francesa del departament de l'Oise i del districte de Senlis. El cap cantonal és Nogent-sur-Oise i agrupa 3 municipis.

## Municipis
| Municipi           | Població* | Codi postal | Codi INSEE |
| ------------------ | --------- | ----------- | ---------- |
| Creil              | 6 445     | 60100       | 60175      |
| Nogent-sur-Oise    | 19 151    | 60180       | 60463      |
| Villers-Saint-Paul | 5 944     | 60870       | 60684      |

* Dades del 1999

## Història
El Cantó de Creil-Nogent-sur-Oise fou creat el 1973 amb la divisió de l'antic cantó de Creil.
| Data d'elecció                           | Identitat     | Partit          | Qualitat |
| ---------------------------------------- | ------------- | --------------- | -------- |
| 1945-1973                                | M. Fournier   | SFIO després PS |          |
| 1973-1979                                | Georges Lenne | UDR després dvd |          |
| 1979-1985                                | M. Dheilly    | PS              |          |
| 1985-1998                                | Claude Brunet | dvd             | Enginyer |
| 1998-…                                   | Gérard Weyn   | PS              | Jubilat  |
| les dades anteriors no són pas conegudes |               |                 |          |